# Altered Carbon
Altered Carbon (pronunciado /ˈɔːltɚd ˈkɑːrbən/), es una serie de televisión estadounidense de ciencia ficción creada por Laeta Kalogridis y basada en la novela del mismo nombre, traducida al español como Carbono alterado o Carbono modificado, escrita en 2002 por Richard Morgan.  La primera temporada consta de diez episodios y se estrenó en Netflix el 2 de febrero de 2018. Fue renovada para una segunda temporada, estrenada en 2020.
En agosto de 2020 se anunció su cancelación sin final.

## Argumento
En el año 2384, la identidad humana puede almacenarse en un soporte digital y transferirse de un cuerpo a otro, lo que permite a los seres humanos sobrevivir a la muerte física al asegurarse que sus recuerdos y su consciencia sean «insertados» en nuevos cuerpos. Takeshi Kovacs, un exmiembro de las unidades militares especiales, es asesinado e insertado, 250 años después, en el cuerpo que antes era propiedad de Elias Ryker, un oficial de policía de Bay City, a instancias de Laurens Bancroft, un rico y poderoso aristócrata de 365 años de edad que aparentemente se suicidó, perdiendo todos los recuerdos de los eventos previos a la muerte. Bancroft está convencido de que no se ha suicidado y contrata a Takeshi Kovacs para investigar lo que él considera un asesinato.

## Reparto

### Principales
- Joel Kinnaman como el soldado Takeshi Kovacs (temporada 1)[6]
- Anthony Mackie como el soldado Takeshi Kovacs (temporada 2)
- Renée Elise Goldsberry como Quellcrist Falconer[7]
- James Purefoy como Laurens Bancroft[7][8]
- Kristin Lehman como Miriam Bancroft[8]
- Martha Higareda como Kristin Ortega (principal temporada 1, recurrente temporada 2)
- Dichen Lachman como Reileen Kawahara
- Hayley Law como Lizzie Elliot
- Chris Conner como Poe
- Ato Essandoh como Vernon Elliot
- Trieu Tran como Mister Leung[9]

### Secundarios
- Will Yun Lee como Takeshi Kovacs original[10]
- Marlene Forte como Alazne Ortega[9]
- Byron Mann como O.G. Kovacs[11]
- Tamara Taylor como Oumou Prescott[12]
- Adam Busch como Mickey[13]
- Olga Fonda como Sarah[14]
- Hiro Kanagawa como Capitán Tanaka[15]
- Matt Frewer como Carnage

## Episodios

### Primera temporada
| N.º | Título                                                           | Dirigido por     | Escrito por                      | Fecha de lanzamiento original |
| --- | ---------------------------------------------------------------- | ---------------- | -------------------------------- | ----------------------------- |
| 1 | «Out of the Past» «Retorno al pasado»                            | Miguel Sapochnik | Laeta Kalogridis                 | 2 de febrero de 2018          |
| Takeshi Kovacs despierta en otro cuerpo 250 años después de morir y descubre que lo revivieron para que un titán de la industria resuelva su propio homicidio.             |                                                                  |                  |                                  |                               |
| 2 | «Fallen Angel» «Ángel caído»                                     | Nick Hurran      | Steve Blackman                   | 2 de febrero de 2018          |
| La teniente Ortega juega al límite del reglamento para no perder de vista a Kovacs, que sigue el rastro del hombre que amenazó de muerte a Bancroft.                       |                                                                  |                  |                                  |                               |
| 3 | «In a Lonely Place» «En un lugar solitario»                      | Nick Hurran      | Brian Nelson                     | 2 de febrero de 2018          |
| Kovacs consigue a alguien para que le cuide la espalda durante el banquete en la casa de Bancroft, pero quizá no sea la mejor pareja. Ortega supervisa el entretenimiento. |                                                                  |                  |                                  |                               |
| 4 | «Force of Evil» «La fuerza del mal»                              | Alex Graves      | Russel Friend y Garrett Lerner   | 2 de febrero de 2018          |
| Kovacs recuerda su entrenamiento de Enviado para sobrevivir a la tortura de su captor. Ortega sorprende a su familia en el Día de los Muertos.                             |                                                                  |                  |                                  |                               |
| 5 | «The Wrong Man» «El hombre equivocado»                           | Uta Briesewitz   | Nevin Densham                    | 2 de febrero de 2018          |
| Tras descubrir la identidad de su funda, Kovacs le exige una explicación a Ortega. Un dato de Poe abre la investigación del caso Bancroft.                                 |                                                                  |                  |                                  |                               |
| 6 | «Man with My Face» «El hombre con mi cara»                       | Alex Graves      | Steve Blackman                   | 2 de febrero de 2018          |
| Mientras el destino de Ortega pende de un hilo, Kovacs lanza un golpe de efecto contra los Bancroft y termina cara a cara con un rival inquietante.                        |                                                                  |                  |                                  |                               |
| 7 | «Nora Inu» «El perro rabioso»                                    | Andy Goddard     | Nevin Densham y Casey Fisher     | 2 de febrero de 2018          |
| Kovacs se acerca a una figura del pasado que detona pantallazos de su complicada relación con el Protectorado, la Rebelión y Quell.                                        |                                                                  |                  |                                  |                               |
| 8 | «Clash by Night» «Encuentro en la noche» «Tempestad de pasiones» | Uta Briesewitz   | Brian Nelson                     | 2 de febrero de 2018          |
| El mundo de Kovacs se tambalea y pide un infiltrador para agilizar el caso de Bancroft. Ortega corre contra reloj para identificar a la mujer misteriosa.                  |                                                                  |                  |                                  |                               |
| 9 | «Rage in Heaven» «Alma en la sombra»                             | Peter Hoar       | Russel Friend y Garrett Lerner   | 2 de febrero de 2018          |
| Sobre las ruinas de la devastación, Kovacs y sus aliados conjuran un plan temerario para infiltrarse en la Cabeza en las Nubes.                                            |                                                                  |                  |                                  |                               |
| 10 | «The Killers» «Forajidos» «Los asesinos»                         | Peter Hoar       | Laeta Kalogridis y Nevin Densham | 2 de febrero de 2018          |
| Al mismo tiempo que surge una nueva figura heroica y salen a la luz más secretos, Kovacs queda arrinconado y se prepara para un duelo final en las alturas.                |                                                                  |                  |                                  |                               |

### Segunda temporada
| N.º | Título                                                | Dirigido por                | Escrito por                       | Fecha de lanzamiento original |
| --- | ----------------------------------------------------- | --------------------------- | --------------------------------- | ----------------------------- |
| 1 | «Phantom Lady» «La dama fantasma»                     | Ciaran Donnelly             | Laeta Kalogridis                  | 27 de febrero de 2020         |
| Treinta años después del caso Bancroft, un mat encuentra a Kovacs y le ofrece un trabajo, una funda de última generación y otro espejismo de Quellcrist Falconer. |                                                       |                             |                                   |                               |
| 2 | «Payment Deferred» «Pago diferido»                    | Ciaran Donnelly             | Sarah Nicole Jones                | 27 de febrero de 2020         |
| El coronel Carrera se hace cargo de la investigación del asesinato mientras Kovacs busca a la cazarrecompensas de Axley, y la memoria de Poe empeora.             |                                                       |                             |                                   |                               |
| 3 | «Nightmare Alley» «El callejón de las almas perdidas» | M. J. Bassett               | Michael R. Perry                  | 27 de febrero de 2020         |
| Kovacs se enfrenta con Carrera y los fantasmas del pasado. Poe le pide ayuda a otra IA. Trepp sigue una pista y se acerca al hombre que tanto busca.              |                                                       |                             |                                   |                               |
| 4 | «Shadow of a Doubt» «La sombra de una duda»           | M. J. R. Perry              | Sang Kyu Kim                      | 27 de febrero de 2020         |
| Durante los festejos del Día de Harlan, Kovacs traza un plan de escape, Quell arma el rompecabezas de su vida, y Poe llega a un callejón sin salida.              |                                                       |                             |                                   |                               |
| 5 | «I Wake up Screaming» «Vanidad fatal»                 | Jeremy Webb                 | Cortney Norris                    | 27 de febrero de 2020         |
| Carrera envía su arma secreta a una misión letal. Kovacs y Trepp sacan a Quell de la ciudad. Poe camina por la cornisa en el mundo virtual.                       |                                                       |                             |                                   |                               |
| 6 | «Bury Me Dead» «El cadáver errante»                   | Jeremy Webb                 | Adam Lash & Cori Uchida           | 27 de febrero de 2020         |
| Quell revive lo que pasó en Stronghold mientras guía al clon a través de una cueva subterránea llena de secretos. La gobernadora muestra sus cartas.              |                                                       |                             |                                   |                               |
| 7 | «Experiment Perilous» «Noche en el alma»              | Salli Richardson-Whitfield  | Nevin Deshamn                     | 27 de febrero de 2020         |
| Quell tiene problemas con su funda, por lo que Poe y la Srta. Sitio la suben a la realidad virtual, donde Kovacs finalmente descubre la verdad sobre ella.        |                                                       |                             |                                   |                               |
| 8 | «Broken Angels» «Angeles rotos»                       | Salli Richardson-Whithfield | Alison Schapek & Elizabeth Padden | 27 de febrero de 2020         |
| Kovacs, Quell y los otros corren para encontrar a Konrad Harlan y detener la catástrofe. El destino del planeta pende de un hilo cada vez más fino.               |                                                       |                             |                                   |                               |

## Producción

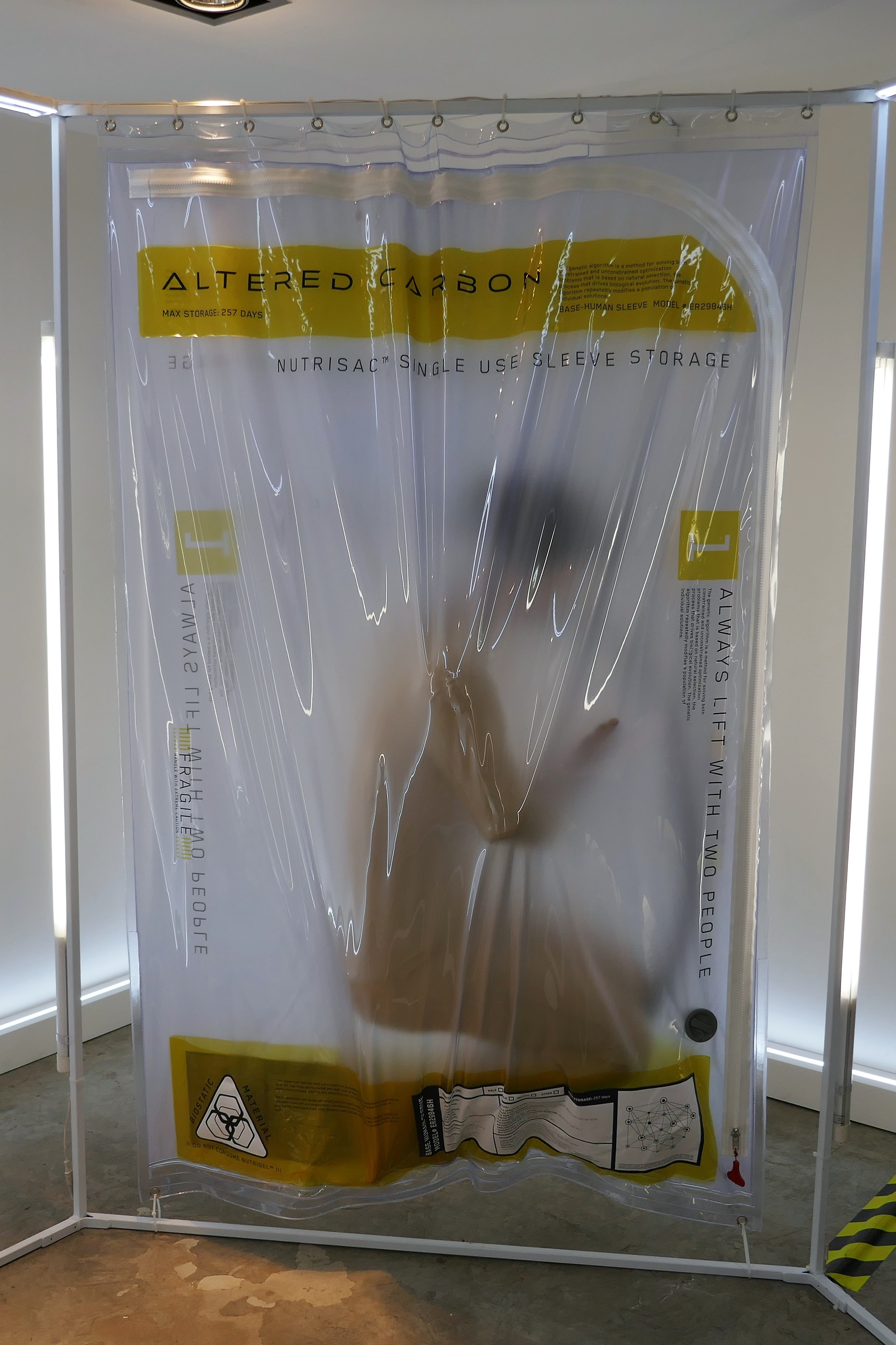
Cuerpo o "funda" de almacenamiento en donde se descarga la memoria e identidad de los individuos.

La serie fue encargada por Netflix en enero de 2016, quince años después de que la productora Laeta Kalogridis originalmente se hiciera con los derechos de la novela con la intención de producir un largometraje. Según Kalogridis, la naturaleza compleja de la novela y su material con una posible calificación R complicaban venderla a los estudios.
La serie fue rodada en Vancouver y en la Columbia Británica en Canadá. Miguel Sapochnik dirigió el episodio piloto.